# Comuna de Jadów
Jadów é uma comuna urbano-rural na voivodia de Mazóvia, no condado de Wołomin. Nos anos de 1975 a 1998, a comuna estava localizada na voivodia de Siedlce. A sede da comuna é a cidade de Jadów.
Segundo dados de 31 de dezembro de 2022, a comuna era habitada por 7 094 pessoas.

## Estrutura da superfície
Segundo dados de 2002, a comuna de Jadów tem uma área de 116,87 km², compreendendo:
- Terras agrícolas: 63%
- Área florestal: 29%

A comuna constitui 12,23% da área do condado.

## Comunas vizinhas
Comuna de Korytnica, Comuna de Łochów, Comuna de Strachówka, Comuna de Tłuszcz, Comuna de Wyszków, Comuna de Zabrodzie

## Demografia
Dados de 31 de dezembro de 2022
| Descrição                         | Total      | Total | Mulheres   | Mulheres | Homens     | Homens |
| --------------------------------- | ---------- | ----- | ---------- | -------- | ---------- | ------ |
| Unidade                           | habitantes | %     | habitantes | %        | habitantes | %      |
| População                         | 7 094      | 100   | 3 511      | 49,5     | 3 583      | 50,5   |
| Densidade populacional [hab./km²] | 61         | 61    | 30,2       | 30,2     | 30,8       | 30,8   |

## História
O início de Jadów remonta à virada dos séculos XIV e XV. Em 1473, durante o reinado de Bolesław IV, duque da Mazóvia, foi fundada a paróquia de Jadowska. O nome original do assentamento era Jady e estava associado à presença de cobras venenosas e répteis nas florestas circundantes. Com o tempo, esse nome se transformou em Jadowo e depois em Jadów.
Graças à sua localização no cruzamento das rotas comerciais, em 1475 Jadów recebeu um privilégio de mercado e o direito de organizar feiras.
Até 1660, Jady e as áreas adjacentes pertenciam à propriedade real, daí o nome Królewszczyzna. Conforme a lustração da voivodia da Mazóvia em 1660, Jadów tornou-se um starostado não pertencente à cidade na Terra de Nurska. O desenvolvimento bem-sucedido do assentamento foi abruptamente interrompido pelas invasões suecas, que devastaram na maioria essas terras.
Em 1654, Jadów, era propriedade da rainha Maria Ludwika, esposa do rei Jan Kazimierz, e entregue à Ordem das Irmãs da Visitação de Varsóvia. Em 1771, como resultado da secularização da propriedade monástica, as propriedades Kamienczyków e Jadów foram entregues ao governo, que por sua vez as arrendou a Jan Kuczyński.
Três anos depois, em 1774, os Estados da Commonwealth deram as propriedades de Jadów ao general Malczewski por 30 anos. Isso encontrou oposição do ex-arrendatário, Jan Kuczyński. Por fim, o assunto chegou ao Sejm, que aprovou os direitos do general Malczewski.
Em 1815, a Polônia do Congresso foi criada sob o cetro do czar Alexandre I, que tinha uma autonomia bastante considerável. Jadów se encontrava no condado de Stanisławów, chefiado pelo comissário Jakub Gerlicz, um oficial russo demitido.
O auge de Jadów cai no século XIX. Então foi dado à família Zamoyski. Em 1823, como resultado dos esforços do conde Stanisław Zamoyski, Jadów recebeu direitos de cidade. O desenvolvimento da cidade foi interrompido após a Revolta de Janeiro. Foi então, por decreto do czar Alexandre II de 1869, que Jadów perdeu o foral de cidade.
O então proprietário de Jadów e das propriedades vizinhas, o conde Stanisław Zamoyski, brasão Jelita, desempenhou um grande papel na elevação de Jadów à categoria de cidade. Em 1821, tornou-se proprietário de Jadów e suas propriedades, que recebeu do governo em troca da transferência da fortaleza de Zamość. A propriedade incluía as propriedades Jadów, Łochów e parcialmente Sulejów e Kamieniec.
Zamoyski, vendo a localização conveniente de Jadów e as possibilidades de seu desenvolvimento como centro comercial, iniciou esforços para elevar o assentamento à categoria de cidade. Graças a conexões pessoais e influência com as mais altas autoridades, esses esforços foram bem-sucedidos. Em 19 de agosto de 1823, a Comissão Administrativa do Governo do Reino da Polônia emitiu um decreto assinado pelo Conselheiro de Estado, General Józef Zającek, concedendo direitos de cidade a Jadów.
A concessão de direitos de cidade não implicou um rápido processo de urbanização e industrialização, embora Zamoyski, de acordo com seu plano de expansão e desenvolvimento da cidade, tenha construído uma pequena fábrica de tecidos, bordados, chintz e papel, além de uma serraria e um moinho de água. Os produtos dessas fábricas não eram vendidos devido à pobreza geral que reinava no campo. Essas fábricas foram destruídas em 1831 durante o Levante de Novembro. Metade da cidade foi destruída e saqueada pelo exército russo na época. A prefeitura nunca foi construída em Jadów, para a qual Zamoyski foi obrigado pelo ato de incorporação de 19 de agosto de 1823. No início de 1827, a Comissão de Assuntos Internos, por pressão da Comissão de Cidades, começou a exigir que o herdeiro de Jadów iniciasse a construção da prefeitura. No entanto, esta intenção não foi implementada devido à eclosão do Levante de Novembro.
Em 1831, após a morte de Stanisław Zamoyski, a propriedade de Jadów tornou-se propriedade de seu filho Andrzej. Em 1830, como resultado de divisões familiares, ele tomou posse de três propriedades, incluindo a propriedade de Jadów. Na história da Jadów, o novo proprietário é um inovador. Ele introduziu o aluguel em troca de salários diários e usou novos métodos de cultivo. Seguindo os passos de seu pai Stanisław, ele tentou desenvolver o artesanato e a indústria em Jadów. Durante seu tempo, foram instaladas fábricas de fiação e cardagem de lã e linho e uma pequena fábrica de ferragens. No entanto, não tiveram muito sucesso e rapidamente entraram em colapso devido à falta de vendas, resultado da forte concorrência das fábricas de Varsóvia. O conde Zamoyski, para multiplicar seus lucros, comprou o chamado “direito de propinação”, ou seja, a produção e venda exclusiva de vodca. Ele então construiu uma destilaria em Szewnica e Łochów e estabeleceu pousadas na corte.
A partir do momento em que Jadów se tornou uma cidade, começou a ser um centro econômico bastante sério, concentrando os interesses dos habitantes das aldeias vizinhas. Os mercados semanais contribuíram muito para o desenvolvimento do comércio e do artesanato. Eles atraíram muitos compradores e vendedores de Minsk Mazowiecki, Stanisławów, Węgrów, Wyszków e outros lugares. Trabalhadores a domicílio — tecelões, sapateiros, alfaiates, que encontravam mercado com seus artigos, também tinham muito o que fazer. Os tecidos de linho e tecidos caseiros, kilims, lã e listrados de Jadów eram muito populares, assim como a cerâmica e os móveis de vime.
A partir de 1830, judeus começaram a vir para Jadów, atraídos pela possibilidade de realizar comércio e artesanato. A produção de tecelagem em Jadów baseava-se principalmente na produção de paramentos litúrgicos da população judaica. No final da primeira metade do século XIX, a população judaica constituía cerca de 43,0% da população total da vila.
Em 1865, começou a construção de um templo judaico, mas não sobreviveu até hoje.
Um maior desenvolvimento da vila de Jadów pode ser notado no final do século XIX, quando uma nova igreja de tijolos foi erguida, e no período entre guerras, quando vários edifícios públicos e residenciais foram erguidos. O desenho urbano atual de Jadów mantém na maioria seu desenho histórico, ou seja, o desenho do plano e os edifícios históricos. As antigas rotas de comunicação polonesas anteriores à localização da cidade, bem como a praça do mercado e a grade de ruas da época da localização e do período posterior foram preservadas. O elemento mais valioso do traçado urbano de Jadów é a praça do mercado (Rynek) com edifícios nas fachadas e a única arquitetura dominante da Praça do Mercado e de toda a cidade, a atual igreja de tijolos de 1882–1886.
Os prédios na fachada da Praça do Mercado são de grande valor. Prédios de tijolos de dois andares construídos em um empreendimento compacto com portões transitáveis e passarelas têm um caráter definitivamente urbano. Eles correspondem a cidades desenvolvidas como: Węgrów, Sokołów, Podlaski, Mińsk Mazowiecki e superam cidades como: Stanisławów, Dobre.
Durante a Segunda Guerra Mundial, ocorreu uma nova divisão das terras polonesas. Os ocupantes nazistas incorporaram a parte ocidental do país ao Reich, e do resto criaram o Governo Geral. Incluía as áreas da comuna de Jadów no distrito de Varsóvia. Em 1940, um gueto foi estabelecido em Jadów entre as ruas Polna e Poniatowskiego. A população judaica local e judeus de outras cidades, incluindo de Nasielsk, Pułtusk e Żuromin. Em 1942, o gueto onde viviam cerca de 2 787 pessoas foi liquidado. Durante a liquidação, a gendarmaria nazista lotou os judeus na praça próxima à praça do mercado − cerca de 600 pessoas foram assassinadas no local, segundo seu livro “Você poderia esquecer?” testemunha ocular de Marian Karczewski.
Após o fim das hostilidades nessas áreas, foi restaurada a divisão administrativa de 1939. Antes da reforma administrativa do país em 1975, as áreas da comuna de Jadów pertenciam à voivodia de Varsóvia, no condado de Wołomin.
Após a reforma em 1975, abolindo os condados, a comuna de Jadów entrou na recém-criada voivodia de Siedlce, para finalmente encontrar seu caminho para a voivodia da Mazóvia e o condado de Wołomin durante a última reforma administrativa, dividindo a Polônia novamente em voivodias maiores e restaurando condados.
A partir de 2023, é classificada como uma comuna urbano-rural.

## Características da comuna
A comuna de Jadów está localizada na parte sudeste da planície de Wołomińska, nos rios Liwiec e Osownica. Esta área foi coberta por inúmeras florestas, razão pela qual podemos conhecer esta terra com os seguintes nomes: Floresta Sulejowska, Floresta Kamieniecka ou Floresta Jadowska.
A comuna tem caráter agrícola e faz fronteira com comunas agrícolas pertencentes aos condados de Wołomin, Wyszkowski e Węgrów.
- no oeste, faz fronteira com a comuna de Tłuszcz (condado de Wołomin) e a comuna de Zabrodzie (condado de Wyszkowski),
- no leste faz fronteira com a cidade e comuna de Łochów, a comuna de Korytnica (condado de Węgrów),
- no sul com a comuna de Strachówka (condado de Wołomin),
- no norte com a comuna de Wyszków (condado de Wyszkowski).

A maior cidade da comuna é Jadów, a qual é a sede das autoridades da comuna e da maioria das instituições locais. É aqui que se localiza o maior número de estabelecimentos comerciais e de serviços, bem como de unidades econômicas. A comuna é composta por 27 aldeias. Devido aos rios relativamente limpos e aos pinhais, que cobrem cerca de 28,7% da comuna, é particularmente atraente em termos turísticos. A área da comuna é de aproximadamente 11 678 hectares, e a estrutura de uso é a seguinte:
| Especificação              | Área em hectares | Área em hectares | Área em hectares | Área em hectares |
| -------------------------- | ---------------- | ---------------- | ---------------- | ---------------- |
| áreas de investimento      | 398              | 398              | 3,4%             | 3,4%             |
| áreas agrícolas            | 7165             | 7165             | 61,3%            | 61,3%            |
| áreas florestais e bosques | 3349             | 3349             | 28,7%            | 28,7%            |
| áreas de comunicação       | 418              | 418              | 3,6%             | 3,6%             |
| outras áreas               | 357              | 357              | 3,0%             | 3,0%             |
| Total                      | 11 687           | 11 687           | 100%             | 100%             |

Fonte: Estratégia de Desenvolvimento da Comuna de Jadów.

## Localização
A comuna está localizada na parte nordeste da planície Wołomińska, nos rios Liwiec e Osownica. A comuna é atravessada pela estrada n.º 629 (Wyszków — Mińsk Mazowiecki) e pela linha férrea Varsóvia — Białystok.
Atualmente, a cidade comunal de Jadów está localizada na estrada de Varsóvia para Łochów através de Wólka Kozłowska. A distância de Jadów para Varsóvia é de 58 km, para Wyszków, 20 km, para Łochów 8 km, para Mińsk Mazowiecki 40 km, para Siedlce 72 km.

## Sołectwada comuna de Jadów
Adampol, Borki, Borzymy, Dębe Małe, Dębe Duże, Dzierżanów, Iły, Jadów, Kukawki, Letnisko Nowy Jadów, Myszadła, Nowinki, Nowy Jadów, Oble, Podbale, Podmyszadła, Sitne, Starowola, Strachów, Sulejów, Szewnica, Urle, Warmiaki, Wójty, Wólka Sulejowska, Wujówka, Wyglądały, Zawiszyn.
Aldeia sem o estatuto de sołectwo − Wężówka.

## Condições geográficas e topográficas

### Clima
Segundo a regionalização climática da Polônia por Wincenty Okołowicz, a comuna de Jadów está localizada nos limites da região climática Mazóvia-Podláquia. As características das condições climáticas básicas foram dadas com base em dados médios das estações de IMiGW Sinoleka, Wyszków e Nur.
| Temperatura                                | 7,1 do 7,6 °C  |
| Dias de geada                              | 110 a 124      |
| Dias gelados                               | 42 a 46        |
| Dias muito gelados                         | 17 a 25        |
| Dias com temperatura máxima acima de 25 °C | 29 a 34        |
| Temperatura média máxima em julho          | 23 a 24 °C     |
| Temperatura mínima média em janeiro        | –5,1 a –6,3 °C |
| Dias com nevoeiro                          | 24 a 33        |
| Cobertura média de nuvens                  | 6,3 a 6,6      |

| Dias claros                 | 42 a 50                |
| Dias nublados               | 134 a 155              |
| Precipitação anual          | 552 a 607 mm           |
| Dias com chuva              | 104 a 113              |
| Dias de tempestade          | 13 a 17                |
| Dias com cobertura de neve  | 62 a 69                |
| Início da cobertura de neve | 29 de nov. a 1 de dez. |
| Fim da cobertura de neve    | 25-28 de março         |

### Localização geográfica
Na divisão físico-geográfica do país, a área da comuna de Jadów pertence à subprovíncia das Planícies Centrais e a uma unidade macrorregional menor — a Planície Mazoviana Central e a sua mesorregião, a Planície Wołomińska, que faz fronteira com a extremidade sudeste da comuna de Jadów com o planalto de Kałuszyn.
Em termos de geobotânica, as áreas da comuna estão incluídas na Divisão Báltica, na Subdivisão do Cinturão dos Grandes Vales, na Terra Mazoviana, muitas vezes combinadas em uma unidade chamada Terra Mazóvia-Podláquia.
Existem solos de muito baixo rendimento com um grau significativo de florestação. Não há recursos minerais mais valiosos na comuna. Em termos de clima, a área pertence ao distrito central com precipitação relativamente baixa. Devido à presença de grandes complexos florestais, a área apresenta boas condições microclimáticas, principalmente próximo de Urla.
A área da comuna, atravessada por muitos riachos, está localizada na bacia do rio Liwiec, sendo a fronteira da comuna do nordeste. De modo geral, os riachos correm na direção norte, encontrando sua saída em Liwiec. O maior deles, fluindo por Jadów, é chamado de Osownica.
A paisagem de todo o condado de Wołomin é de planície. O condado está localizado na parte centro-leste da planície da Mazóvia, que faz parte da chamada Planícies polonesas. A fronteira norte do condado é baseada nos rios Bug e Liwiec. A altura do terreno varia de aproximadamente 85 m na parte noroeste a 140 m acima do nível do mar, na parte sudeste. Existem numerosos pequenos rios, afluentes do Bug ou do Zalew Zegrzyński, cuja extensão raramente atinge várias dezenas de quilômetros. No entanto, todos eles se originam fora das fronteiras do condado de Wołomin. Os principais elementos do relevo são os vales do rio Bug e rios como os rios Liwiec, Osownica, Rzadza, Cienka, Czarna e Długa. Estes rios, juntamente com os seus numerosos afluentes e lagoas naturais, turfeiras, pântanos e lagoas, constituem uma rede de água bastante densa.
Próximo aos vales dos rios, o relevo da terra é mais claramente marcado por trechos de dunas bem desenvolvidos de muitos quilômetros, especialmente na bacia do rio Długa e ao longo da fronteira que separa a planície de Wołomin dos terraços do vale do Vístula. Na parte oriental do condado de Wołomin, as formas de origem glacial são comuns. Estas são morenas terminais e aterros de areia e cascalho da glaciação polonesa média.
As florestas costumavam ser a riqueza da região. Hoje, as atividades pró-ambientais visam cuidar e usar para fins recreativos os remanescentes das antigas florestas primitivas: Słupecka, Kamieniecka, Jadowska e Sulejowska. Existem florestas, prados, remansos cheios de animais selvagens e pássaros. Grandes áreas florestais são diversificadas por dunas. As áreas centro-leste do condado são especialmente belas em termos de natureza. As comunas localizadas aqui são tipicamente de natureza agrícola. Graças a isso, muitas áreas não contaminadas, águas limpas ricas em peixes e florestas de várias espécies foram preservadas. Um exemplo são as florestas da comuna de Klembów, formando a reserva Dębina e a reserva de turfeiras. Existem muitas espécies de plantas protegidas aqui.
A grande planície de Wołomin é variada com florestas, bosques e dunas, sendo lavrada por rios que correm preguiçosamente. Antes sua riqueza era as florestas, hoje é evidenciada pelos remanescentes das florestas da Mazóvia: Słupecka, Kamieniecka, Jadowska e Sulejowska, bem como muitas árvores antigas − monumentos da natureza.
As condições climáticas no município não diferem da média da região, as deformações locais das condições climáticas são pequenas e estão relacionadas principalmente à ocorrência de águas superficiais e zonas úmidas. Os vales dos rios Liwiec e Osownica, bem como vales e depressões menores, são áreas de inversão, predispostas à retenção de ar frio. A planície de inundação e os lagos marginais do vale do Liwiec são as áreas com maior umidade.

### Flora e fauna
Relevo pouco diversificado: vales vastos e planos, muitas vezes encharcados por um lado e areias eólicas por outro causaram, estatisticamente falando, (cerca de 0% da área da comuna) e prados (cerca de 16,0%).
Em termos de habitat florestal dominam os pinhais, sobretudo frescos e mistos. Florestas secas se desenvolveram nas dunas. As florestas caducifólias, principalmente amieiros, ocupam pequenas áreas, principalmente em vales e depressões. Manchas de mata ciliar foram preservadas sobre o rio Liwiec. Pântanos elevados desenvolveram-se nas depressões sem escoamento. Os vales dos cursos de água são utilizados principalmente como prados de feno, menos frequentemente como pastagens. Prados úmidos predominam. Elevações planas são usadas como terra arável. A flora da comuna de Jadów é relativamente pobre. Cerca de 400 espécies de plantas vasculares foram encontradas, das quais 11 estão totalmente protegidas e 6 estão parcialmente protegidas, e 15 espécies são raras em escala nacional ou regional. Os povoamentos de plantas protegidas e raras ocorrem mais frequentemente em associações, mas são mais comuns na parte ocidental e especialmente na parte noroeste da comuna.
Também nestas partes da comuna existem comunidades florestais de caráter relativamente mais natural.
Em termos de fauna, a comuna não se distingue por quaisquer valores especiais. Cento e setenta e três espécies de vertebrados foram encontradas na comuna (Inventário Natural Universal). Este número é relativamente baixo em comparação com outras comunas do condado de Wołomin. Esta condição é influenciada principalmente por: a dispersão das áreas de várzea, que não formam complexos compactos e, além disso, foram secas como resultado da drenagem, recursos hídricos superficiais escassos e uma rede hidrográfica esparsa, bem como a poluição das águas. Os sítios de espécies raras e protegidas ocorrem abrangentemente e estão principalmente associados quer a extensas áreas florestais, quer a vales de cursos de água de maiores dimensões.
Uma vez que a riqueza da Planície de Wołomin eram florestas, como evidenciado pelos remanescentes das florestas mazovianas: Słupecka, Kamieniecka, Jadowska e Sulejowska. Hoje, as atividades pró-ambientais visam cuidar e utilizar os remanescentes de antigas matas para fins recreativos.
Existem inúmeras florestas, prados, piscinas cheias de animais selvagens e pássaros no condado de Wołomin. Grandes áreas florestais são diversificadas por dunas. As áreas centro-leste do condado são especialmente belas em termos de natureza. As comunas localizadas aqui são tipicamente de natureza agrícola. Graças a isso, muitas áreas não contaminadas, águas limpas ricas em peixes e florestas de várias espécies foram preservadas. Existem muitas espécies protegidas de plantas e muitas árvores antigas — monumentos da natureza.

## Transportes

### Rede rodoviária e localização
A comuna da cidade de Jadów está localizada na estrada de Varsóvia para Łochów através de Wólka Kozłowska. A distância de Jadów para Varsóvia é de 58 km, para Wyszków 20 km, para Łochów 8 km, para Mińsk Mazowiecki 40 km, para Siedlce 72 km. A comuna ocupa uma posição importante no sistema rodoviário, a estrada provincial n.º 636 atravessa o centro da comuna, conectando-se com a estrada nacional n.º 8 de Varsóvia a Białystok e n.º 50 de Ostrów Mazowiecka — Łochów — Mińsk Mazowiecki — Góra Kalwaria — Wyszogród — Ciechanów. A comuna também possui boas comunicações ferroviárias graças à linha ferroviária Varsóvia — Białystok que atravessa sua área com paradas ferroviárias nas aldeias de Szewnica e Urle.
O sistema viário na comuna de Jadów cria uma rede de vias públicas, usada para conexões regionais e locais, servindo diretamente a área de investimento existente. O sistema viário básico consiste em:

#### Estradas nacionais e provinciais
- Estrada nacional n.º 50 — Ciechanów — Płońsk — Wyszogród — Ruszki — Sochaczew — Mszczonów — Grójec — Góra Kalwaria — Kołbiel — Minsk Mazowiecki — Łochów — Ostrów Rota mazoviana de trânsito importante. O comprimento da estrada nos limites da comuna é de aproximadamente 6,5 km, a estrada é servida por ônibus.
- Estrada da voivodia n.º 636 de Wola Rasztowska — Wólka Kozłowska — Jadów — Zawiszyn, de importância regional, conectando a estrada nacional n.º 8 com a estrada nacional n.º 50. A extensão da estrada na comuna de Jadów é de 10,80 km.

#### Estradas do condado
- Estrada distrital n.º 36 201 — fronteira do condado — Urle — Jadów. O comprimento da estrada na comuna de Jadów é de 10,1 km
- Estrada distrital n.º 36 202 Urle — Kukawki — Strachów. O comprimento da estrada na comuna de Jadów é de 6,8 km
- Estrada distrital n.º 36 203 Nowinki — Szewnica — Urle. O comprimento da estrada na comuna de Jadów é de 7,3 km
- Estrada distrital n.º 36 204 Jadów — Dębe. O comprimento da estrada na comuna de Jadów é de 3,65 km
- Estrada distrital n.º 36 205 Urle — Starowola — Podłęże. O comprimento da estrada na comuna de Jadów é de 8,7 km
- Estrada do condado n.º 36 206 Jadów — Myszadła — Jaczew — fronteira do condado. O comprimento da estrada na comuna de Jadów é de 7,0 km
- Estrada do condado n.º 36 206 Jadów — Myszadła — Jaczew — fronteira do condado. O comprimento da estrada na comuna de Jadów é de 3,19 km
- Estrada distrital n.º 36 215 Jadów — Borki. O comprimento da estrada na comuna de Jadów é de 1,8 km
- Estrada distrital n.º 36 216 Chrzęsne — Sulejów — Wujówka. O comprimento da estrada na comuna de Jadów é de 6 225 km
- Estrada distrital n.º 36 217 Sulejów — Jadów — até a estrada 636. O comprimento da estrada na comuna de Jadów é de 8, 133 km

#### Estradas da comuna
- Estrada municipal n.º 36001 Jadów — Czekały (Dzierżanów) – Wujówka, comprimento 3,855 km
- Estrada municipal n.º 36002 Czekały (Dzierżanów) — fronteira da comuna de Strachówka (aldeia de Piaski) comprimento 1,2 km
- Estrada municipal n.º 36003 Sulejów — Wujówka — fronteira da comuna de Strachówka (aldeia de Rivne) 1,8 km
- Estrada municipal n.º 36004 Sulejów — fronteira da comuna de Strachówka (aldeia de Krawcowizna) 1,14 km

| N.º da estrada | Estrada relacionada | Comprimento da estrada em km | Superfície    | Superfície |
| N.º da estrada | Estrada relacionada | Comprimento da estrada em km | asfalto       | terra      |
| -------------- | --- | ---------------------------- | ------------- | ---------- |
| 36 001         | 0 – Jadów estrada da voivodia n.º 636 Wyglądały (Dzierżanów) — 3,855 Wujówka estrada da comuna n.º 011 | 3,855                        | 0             | 3,855      |
| 36 002         | 0 – Wyglądały (Dzierżanów) estrada da comuna n.º 001 1,200 Dzierżanów — fronteira da comuna de Strachówka (aldeia de Piaski) | 1,2                          | 0             | 1,2        |
| 36 003         | 0 – Sulejów estrada do condado n.º 217 1,140 Wujówka 1,800 Wujówka — fronteira da comuna de Strachówka (aldeia de Równe) | 1,8                          | 0             | 1,8        |
| 36 004         | 0 – Sulejów estrada do condado n.º 217 1,140 Sulejów — fronteira da comuna de Strachówka (aldeia de Krawcowizna) | 1,14                         | 0             | 1,14       |
| 36 005         | 0 – Sitne estrada da voivodia n.º 636 1,292 Sitne — estrada da comuna n.º 006 2,000 Sitne – estrada da comuna n.º 026 | 2,000                        | 1,292         | 0,708      |
| 36 006         | 0 – Sitne estrada da comuna n.º 005 2,270 estrada do condado Obrąb (condado de Wyszków) | 2,270                        | 2,270         | 0          |
| 36 007         | 0 – Oble estrada do condado n.º 217 2,040 Nowinki — interseção com 020 2,470 Wólka Sulejowska 5,067 Wólka Sulejowska estrada do condado n.º 216                                                                                        | 5,067                        | 3,017         | 2,050      |
| 36 008         | 0 – Urle estrada do condado n.º 203 1,230 Dębe Duże 3,280 Dębe Małe 4,270 Szewnica (Olszyny)- estrada do condado n.º 203 | 4,270                        | 0             | 4,270      |
| 36 009         | 0 – Zawiszyn estrada do condado n.º 205 1,745 Myszadła 2,457 Myszadła estrada do condado n.º 206 | 2,484                        | em construção | 2,484      |
| 36 010         | 0 – Myszadła estrada do condado n.º 206 1,240 Podmyszadła 2,650 Podbale 3,340 Podbale estrada da comuna n.º 025 interseção 3,730 Podbale – fronteira da comuna (aldeia de Jugi)                                                        | 3,730                        | 0             | 3,730      |
| 36 011         | 0 – Oble estrada do condado n.º 217 0,290 Wyglądały 0,575 Wujówka 2,430 Wujówka estrada do condado n.º 216 | 2,430                        | 0             | 2,430      |
| 36 012         | 0 – Myszadła estrada do condado n.º 206 0,480 Podbale 1,205 — estrada do condado n.º 212 – Podbale | 1,205                        | 0             | 1,205      |
| 36 013         | 0 – Kukawki estrada da comuna n.º 018 0,750 Kukawki — fronteira da comuna de Zabrodzie (vila de Basinów) | 750                          | 0             | 750        |
| 36 014         | 0 – Myszadła estrada do condado n.º 206 0,874 Starowola 2,308 Starowola estrada do condado n.º 205 | 2,308                        | em construção | 2,308      |
| 36 015         | 0 – Nowy Jadów estrada da voivodia n.º 636 1,800 Borzymy 2,475 Borzymy estrada do condado n.º 205 | 2,475                        | 0             | 2,475      |
| 36 016         | 0 – estrada da voivodia n.º 636 0 — 1,690 Wężówka (passagem de nível) 1,690-1,755 passagem de nível 2,280 Szewnica (Olszyny) estrada do condado n.º 203                                                                                | 2,215                        | 0             | 2,215      |
| 36 017         | 0 – estrada da voivodia n.º 636 — Jadów (Zielona Droga) 1,630 estrada da comuna n.º 001–Jadów–Ziel | 1,630                        | 0             | 1,630      |
| 36 018         | 0 –Kukawki estrada do condado n.º 202 1,260 Kukawki — fronteira da comuna de Zabrodzie (aldeia de Basinów) | 1,260                        | 0             | 1,260      |
| 36 019         | 0 – Sitne – estrada da comuna n.º 005 0,150 — Sitne interseção com a estrada da comuna n.º 026 1,250 – Szewnica 1,290 – Sitne 3,420 – Sitne fronteira da comuna de Zabrodzie (aldeia de Płatków)                                       | 3,420                        | 0             | 3,420      |
| 36 020         | 0 – estrada da voivodia n.º 636 — Oble 0,730 Nowinki 4,345 Sulejów — interseção com 007 5,395 Sulejów — interseção com estrada do condado n.º 217                                                                                      | 5,401                        | em construção | 5,401      |
| 36 021         | 0 – Letnisko Nowy Jadów 1,075 Nowy Jadów 2,025 Nowy Jadów (interseção com a estrada da comuna n.º 022) 3,025 — Nowy Jadów estrada do condado n.º 204                                                                                   | 3,025                        | 0             | 3,025      |
|                | |                              |               |            |
| 36 022         | 0 – estrada da comuna n.º 015 Nowy Jadów 0,738 (estrada do condado n.º 201) 1,800 estrada da comuna n.º 021 Nowy Jadów | 1,800                        | 1,800         | 0          |
| 36 023         | 0 – Starowola estrada do condado n.º 205 1,420 Starowola 1,835 Zawiszyn 2,950 — estrada nacional n.º 50 – Zawiszyn | 2,950                        | 0             | 2,950      |
| 36 024         | 0 – Starowola estrada do condado n.º 205 1,400 Myszadła 3,360 — estrada do condado n.º 206 — Myszadła | 3,360                        | 0             | 3,360      |
| 36 025         | 0 – Podbale – estrada do condado n.º 212 0,830 — Podbale — fronteira da comuna de Korytnica (aldeia de Nowy Świętochów) | 0,830                        | 0             | 0,830      |
| 36 026         | 0 – Szewnica estrada do condado n.º 203 0,940 Sitne 1,660 Sitne interseção com a estrada da comuna n.º 019 1,760 Sitne interseção com a estrada da comuna n.º 005 2,725 Sitne – fronteira da comuna de Zabrodzie (aldeia de Karolinów) | 2,725                        | 0             | 2,725      |
| 36 027         | 0 – Wujówka estrada do condado n.º 216 1,225 Sulejów 1,325 Sulejów interseção com a estrada da comuna n.º 003 2,305 — Sulejów — fronteira da comuna de Strachówka (aldeia de Krawcowizna)                                              | 2,305                        | 0             | 2,305      |
| 36 028         | 0 – Sulejów estrada do condado n.º 217 0,780 Sulejów 1,430 Sulejów fronteira da comuna de Tłuszcz | 1,430                        | 0             | 1,430      |
| 36 029         | 0 – Starowola estrada do condado n.º 205 0,100 Zawiszyn 2,365 Zawiszyn interseção com a estrada da comuna n.º 009 | 2,365                        | 0             | 2,365      |
| 36 030         | 0 – estrada da comuna n.º 005 Sitne 0,590 Szewnica 1,550 Szewnica estrada do condado n.º 203 | 1,550                        | 0             | 1,550      |
| 36 031         | 0 – Adampol (Pieńki) estrada do condado n.º 202 1,725 Adampol (rua Józefa Kostrzewy) 1,795 Kukawki 2,125 Kukawki — estrada do condado n.º 202                                                                                          | 2,125                        | 0             | 2,125      |
| TOTAL          | |                              |               |            |
|                | |                              |               |            |

#### Estradas locais
Duas estradas nacionais, número 8 e 50, com um comprimento total de 57 km (no território do condado) percorrem todo o condado. Um dos trechos de via única mais movimentados das estradas nacionais na área do condado de Wołomin é a estrada n.º 8 no trecho Radzymin — Wyszków, onde o volume de tráfego ultrapassa 15 000 veículos por dia. Além disso, quatro estradas da voivodia numeradas 631, 634, 635 e 636 atravessam o condado, com um comprimento total de 111 km. As estradas da voivodia com maior carga incluem a estrada n.º 631 na seção Ząbki — Varsóvia, onde a carga média diária é de até 25 879 veículos. Um importante problema de comunicação é a modernização da estrada provincial n.º 634 Varsóvia — Wołomin — Tłuszcz — Jadów, e a construção de estradas importantes para o condado: Miąse — Jadów e Chrzęsne — Sulejów — Strachówka, que garantem uma conexão conveniente das comunas entre si e com Wołomin e Varsóvia.

### Transporte público coletivo
O serviço de passageiros para os habitantes da comuna é fornecido por ônibus e transporte ferroviário. O meio de transporte básico no campo do transporte público é o ônibus: PKS “Sokołów” S.A. com base central em Sokołów Podlaski e fábrica em Węgrów; transporte privado em ônibus — 3 linhas e um ônibus escolar que transporta as crianças para a escola. O transporte de ônibus permite conexões entre Jadów e a comuna, por ex. com Varsóvia, Mińsk Mazowiecki, Łochów, Siedlce, Węgrów. Um papel suplementar no transporte de passageiros é desempenhado pela ferrovia PKP com paradas em Szewnica e Urle, atendendo ao tráfego na direção de Varsóvia — Białystok.

### Transporte ferroviário
Uma linha ferroviária PKP de via dupla de importância internacional atravessa a área da comuna de Jadów, de Varsóvia — Białystok — Kuźnica Białostocka — a fronteira do país com paradas de passageiros em Szewnica e Urlach. O comprimento da linha férrea na comuna de Jadów é de 9,3 km. Vinte e cinco trens de passageiros passam diariamente pela comuna, incluindo 18 trens rápidos, incluindo 1 trem expresso de Poznań para Białystok.

## Turismo
A comuna de Jadów é muito atraente em termos de turismo. Existem muitas instalações turísticas na comuna, e muitas pessoas particulares relataram a atividade de alugar quartos para hóspedes. Há vários anos que se registra um aumento do número de turistas, incluindo estrangeiros, que utilizam a oferta de alojamento.
Uma expressão dos valores desta terra é a inclusão de uma parte significativa dela no Parque Paisagístico Nadbużański. Uma das atrações naturais e turísticas especiais é a reserva “Śliż”. Além de muitas pensões, chalés para alugar e resorts de férias, Urle oferece muitas oportunidades para passar o seu tempo livre no seio da natureza. Os turistas encontrarão ótimas condições para relaxar, fazer caminhadas e andar de bicicleta, apanhar cogumelos e pescar. A aldeia de Urle está situada entre florestas de pinheiros que criam um microclima específico. Existem boas condições para nadar e tomar sol no rio Liwiec. Fragmentos de três trilhas turísticas marcadas passam pela área do condado de Wołomin:
- I. Trilha vermelha — “Anel viário de pedestres de Varsóvia”. Conduz em torno de Varsóvia e sua parte no condado atravessa a borda leste de Ząbki, Zielonka e Struga. Pode-se começar a jornada na estação ferroviária de Zielonka. Existem dezenas de árvores magníficas e monumentos naturais na cidade. A maioria deles são carvalhos, alguns deles com circunferência superior a 400 cm. De Zielonka, a trilha leva a Struga através de belas áreas florestais e inúmeras dunas. A grande atração desta seção da rota é o deserto e reserva de Horowe Bagno com vários reservatórios de água. A rica vegetação aquática e as turfeiras, bem como numerosas bétulas, criam uma paisagem única. Uma placa comemorativa no lago Kruczek no local onde os alemães mataram cerca de 150 poloneses. Em Struga, a trilha passa por um monumento em forma de duas espadas Grunwald comemorando a luta dos soldados do Exército da Pátria. No ponto de ônibus há um impressionante monumento de carvalho da natureza com uma circunferência de 480 cm. A partir deste local, pode-se continuar a jornada para Nieporęt. Este trecho da rota também é extremamente pitoresco, passa por florestas, dunas e, na última parte, por campos e prados. Na rota, há dois grupos de carvalhos no alojamento do guarda-florestal e no estacionamento perto da estrada Varsóvia — Białystok e no assentamento do guarda-caça, onde há 20 carvalhos no grupo.

II. Trilha verde — “Percurso de passeio pela natureza e história”.
III. Trilha amarela — Vale do rio Liwiec.
Numerosos monumentos naturais estão espalhados por toda a comuna. As águas limpas dos rios fizeram com que numerosos castores, lontras, lagostins e espécies raras de aves se estabelecessem aqui. Os rios são abundantes em peixes. O microclima favorável desta região fez com que a localização dos centros de sanatório fosse planejada aqui. Por exemplo, Urle, conhecida desde o início do século XX, goza de uma reputação reconhecida.
Igreja em Jadów
A igreja paroquial da Descoberta da Santa Cruz em Jadów é o decisivo e único edifício dominante arquitetônico da cidade. É a terceira igreja em Jadów. A primeira igreja em Jadów foi construída em 1474 pelo duque da Mazóvia, Bolesław IV, e consagrada pelo irmão do duque, Kazimierz, bispo de Płock em 1478. A paróquia de Jadów foi fundada muito mais tarde, em 1481.
Durante as invasões suecas, a primeira igreja foi queimada com a cidade. No lugar da igreja incendiada, uma igreja de madeira foi construída pelo então pároco, padre Marcin Koźliński. Em 1882, graças aos esforços do padre Piotr Brzozowski, uma nova igreja foi construída em Jadów pelo herdeiro do conde Zdzisław Zamoyski, que doou parte dos fundos para esse fim. O templo foi projetado pelo arquiteto Józef Pius Dziekoński, que projetou várias igrejas na voivodia de Siedlce. Elementos individuais e detalhes arquitetônicos da igreja de Jadów representam o estilo neorromânico. No entanto, a tonalidade geral da construção, pela sua verticalidade e grandes vãos, é neogótica.
Complexo do solar em Jadów
O maior complexo deste conjunto de edifícios é o solar de Jadów. O complexo atual mantém sua aparência desde a reconstrução completa após 1860 pela família Kotarbiński, os então proprietários do local. Os Kotarbińskis governaram a propriedade até 1945, quando esta foi assumida pelo Tesouro do Estado e transformada em uma fazenda de pesca. O complexo senhorial está localizado na periferia sul da aldeia. Cercado por campos aráveis a oeste, um complexo de viveiros de peixes a sul e prados no rio Osownica a leste.
Sistemas de comunicação históricos
Apesar de sua localização periférica, a área da atual comuna de Jadów não era totalmente desprovida de grandes rotas comerciais. A estrada existente no século XVI e levando de Varsóvia por Postoliska, Sulejów, Jadów, Łochów, Stoczek, Kosów para Nur e daí divergindo em várias direções foi de importância fundamental e direta no desenvolvimento de cidades individuais na atual área da comuna de Jadów. A antiga rota pode ser incluída com sucesso no desenvolvimento de trilhas turísticas na área em questão.
Essas estradas eram geralmente acessíveis, mas também podiam ser fechadas para estranhos pelos proprietários das mercadorias por onde passavam. As estradas, ou seja, vias públicas acessíveis a todos, tiveram uma maior amplitude de tráfego. Elas conectavam centros de comércio e administração, ou seja, cidades que eram locais de mercados e feiras, centros de bens maiores, capitais de voivodias, condados, sedes de bispados e arcediagos.
Arte folclórica
A comuna agrícola de Jadów contribui para a cultura do condado de Wołomin, acima de tudo, para a promoção do povo artístico e dos valores nativos. Todos os anos, o Centro Cultural da Comuna reúne artistas folclóricos do condado e arredores na Revista de Folclore e Criatividade Nativa do Condado. A reunião já se tornou parte permanente do calendário de outono de Jadów. Aqui vêm escultores e ceramistas, pintores e músicos, artistas conhecidos no mundo inteiro e outros menos conhecidos.
Cemitério judeu
Na floresta, 1,5 quilômetro a oeste da praça do mercado, há uma necrópole judaica do século XIX. O cemitério está em estado de abandono, coberto por inúmeras árvores. Cerca de 100 matzevas foram preservadas em várias condições — 20 sobreviveram em sua totalidade. Os antigos limites do cemitério ainda são visíveis graças ao aterro de terra preservado (aprox. 50 metros por 150 metros). A entrada fica no lado leste.